# Hummelholm (naturreservat)
Hummelholm är en by ungefär 18 kilometer från Nordmaling, där lövängarna sköts på gammalt sätt. 1977 avsattes därför Hummelholmsängarna som naturreservat. I augusti varje år samlas byborna för att med lie och höräfsa genomföra höskörden på ängarna. På så sätt hålls det landskapet öppet och sommarens blomsterprakt bevaras. På försommaren blommar rödblära och åkerbär och på sensommaren fibblor, gullris, renfana och älvsallad. 
En karta från 1793 över Hummelholm visar att det nuvarande reservatet då nästan helt låg under vatten. Endast två öar stack upp ovanför havsytan. 1858 skedde laga skifte på byns marker. Då fanns tolv öar i västra delen av byn. Idag är Hummelholms lövängar sammanväxta med fastlandet.
Mellan 1895 och 1977 flottades timmer längs Öreälven, från inlandet ned till kusten. För att flottningen skulle ske problemfritt byggdes stenkistor och ledarmar för att undvika att timret fastnade längs stränderna. I reservatet finns fortfarande en välbevarad stenkista.
I anslutning till reservatet finns även en rastplats och en raststuga.

## Galleri

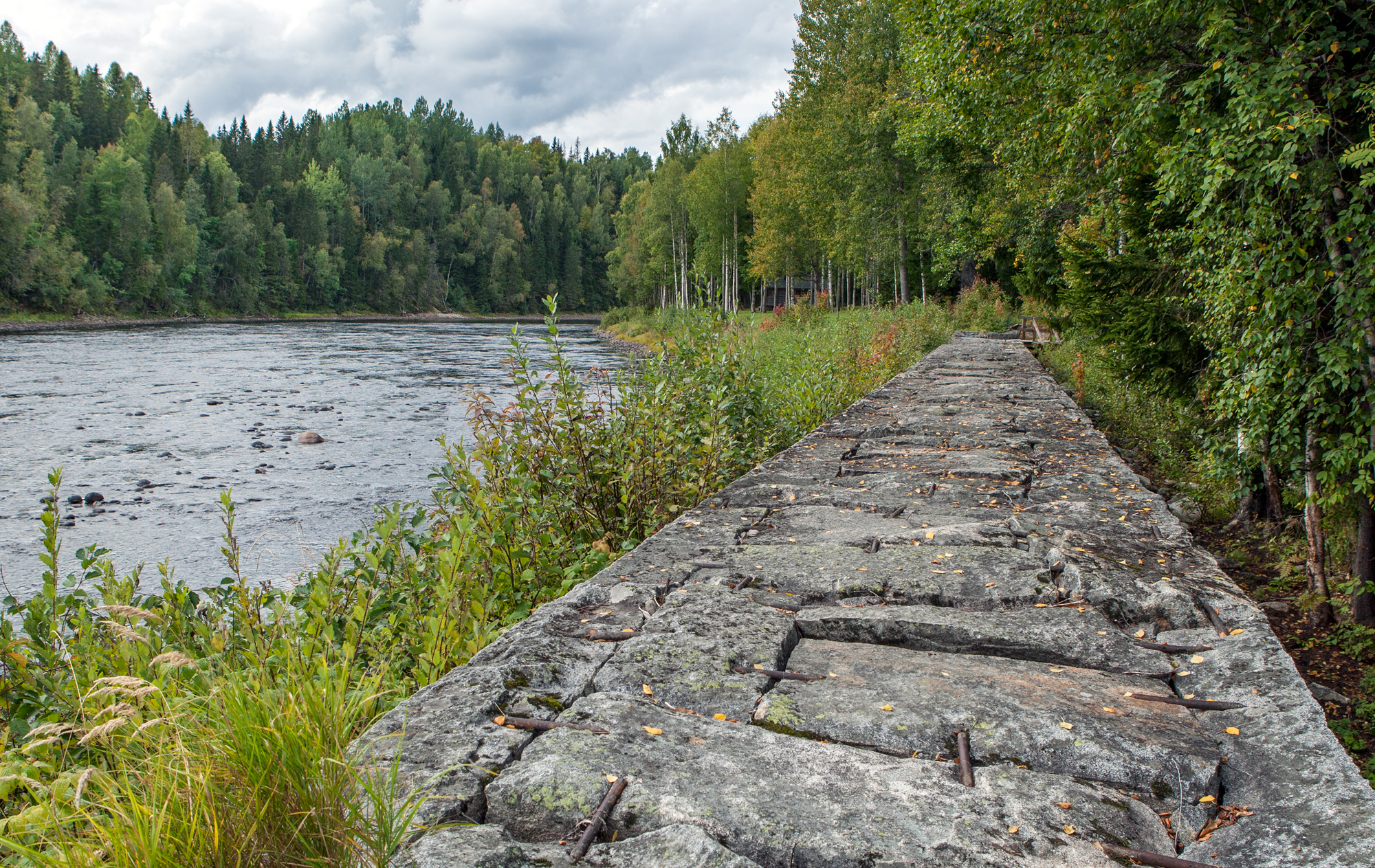
En bevarad stenkista från flottningsepoken på Öreälven.
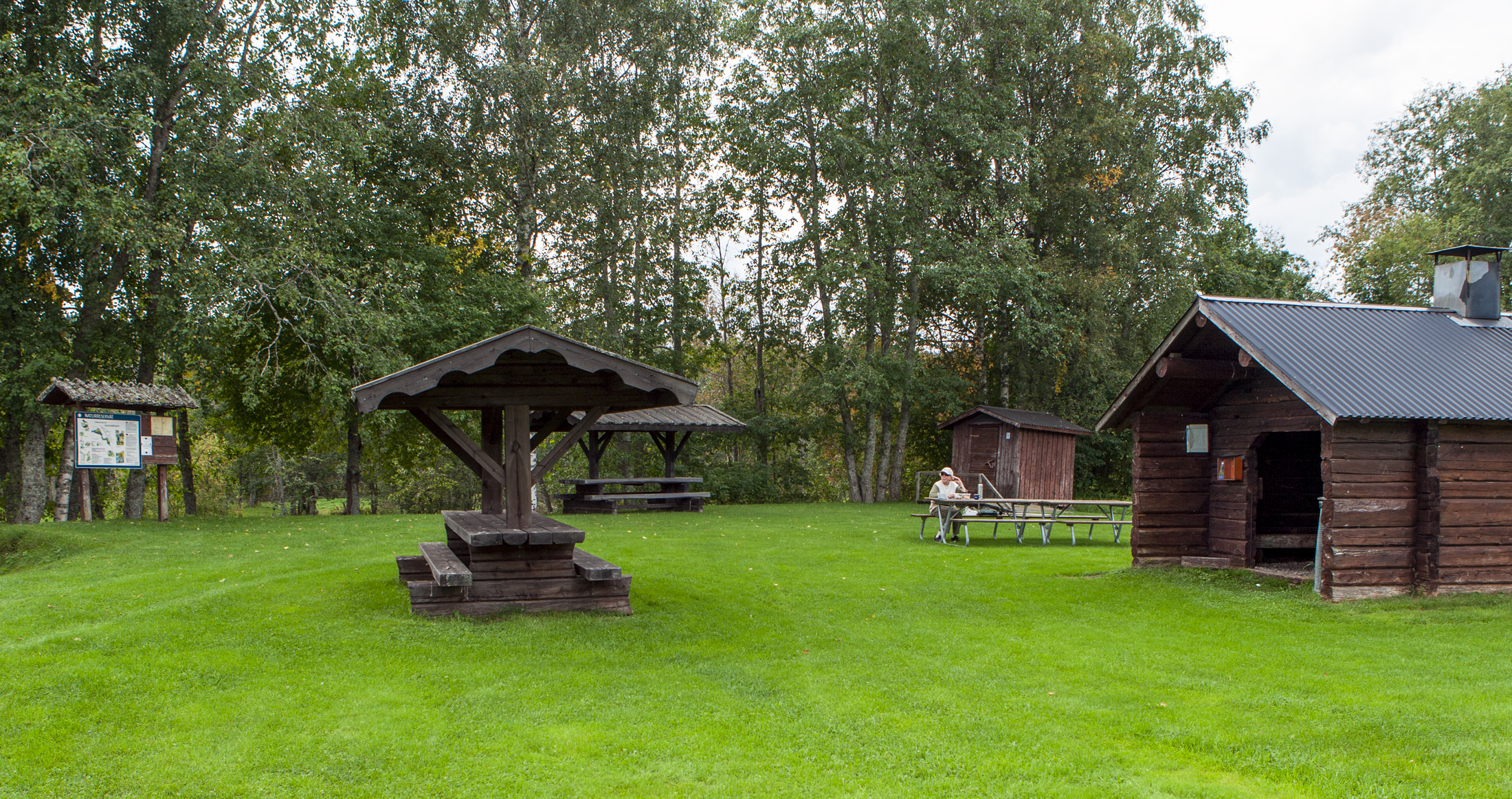
Rastplatsen i Hummelholms naturreservat.
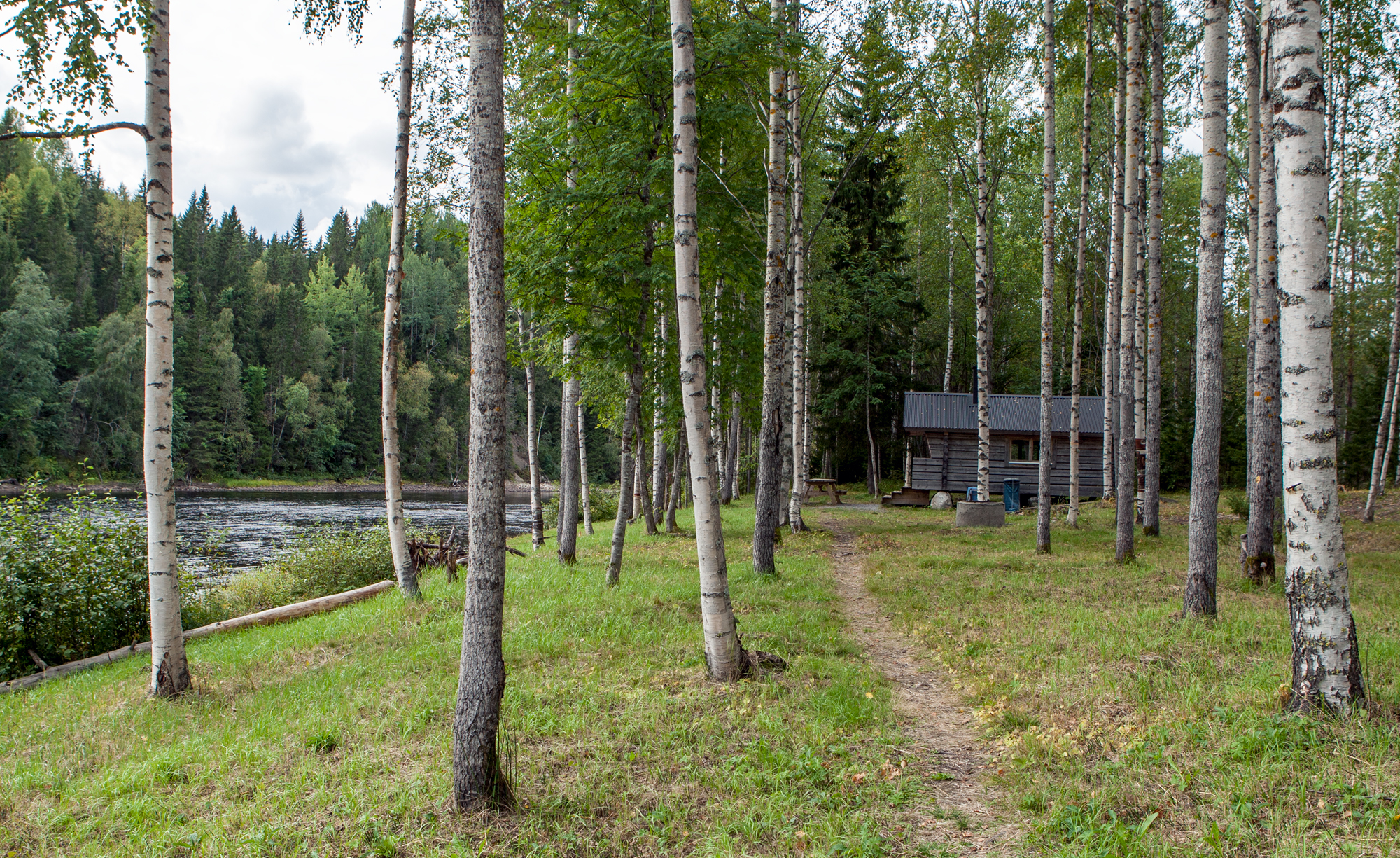
Stig längs Öreälven som leder till raststugan.